# Radio Brenner

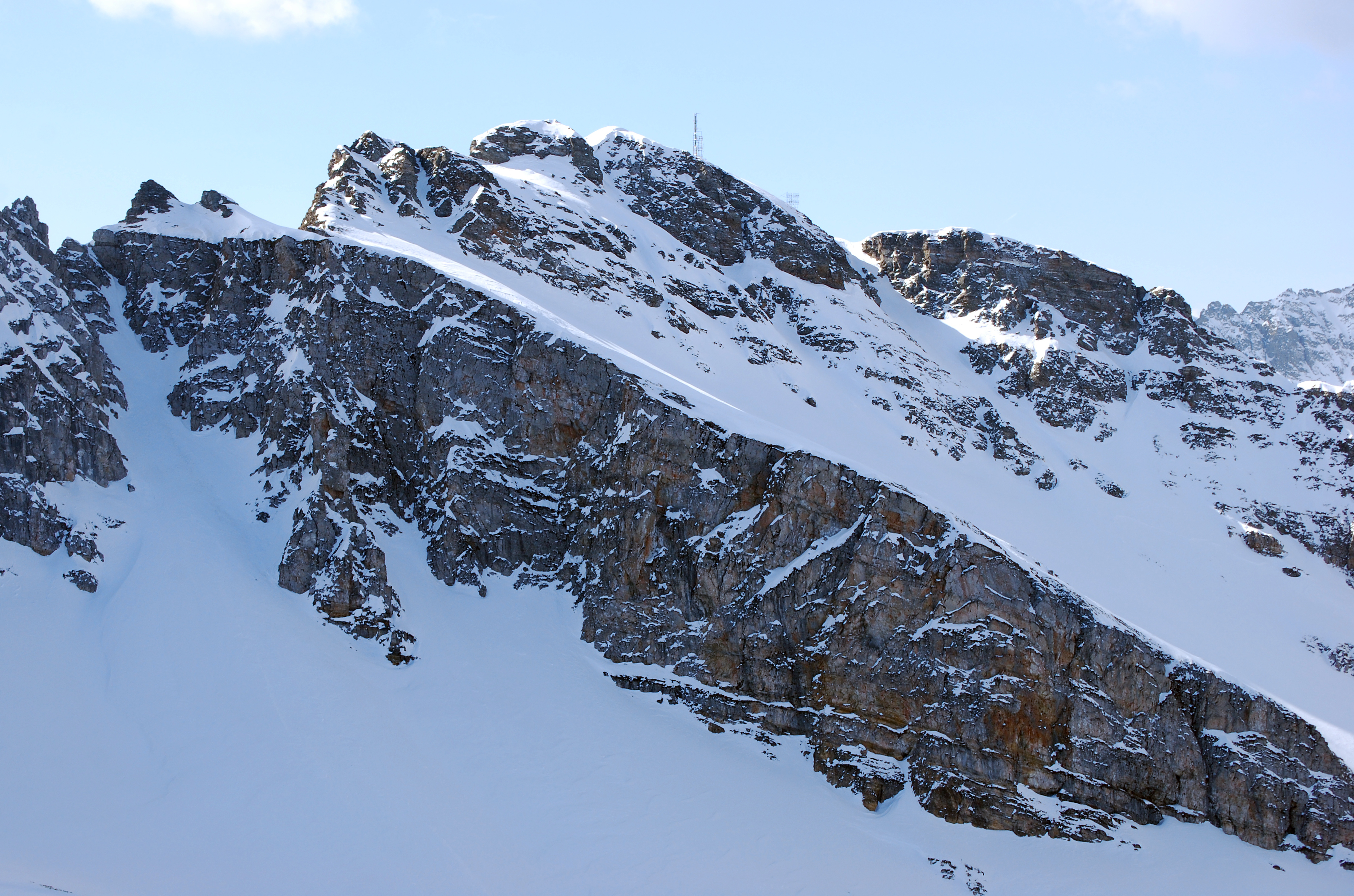
Die Flatschspitze, der langjährige Sendestandort von Radio Brenner, im Jahre 2011. Die sichtbaren Antennen stammen von anderen Betreibern und sind neueren Datums.

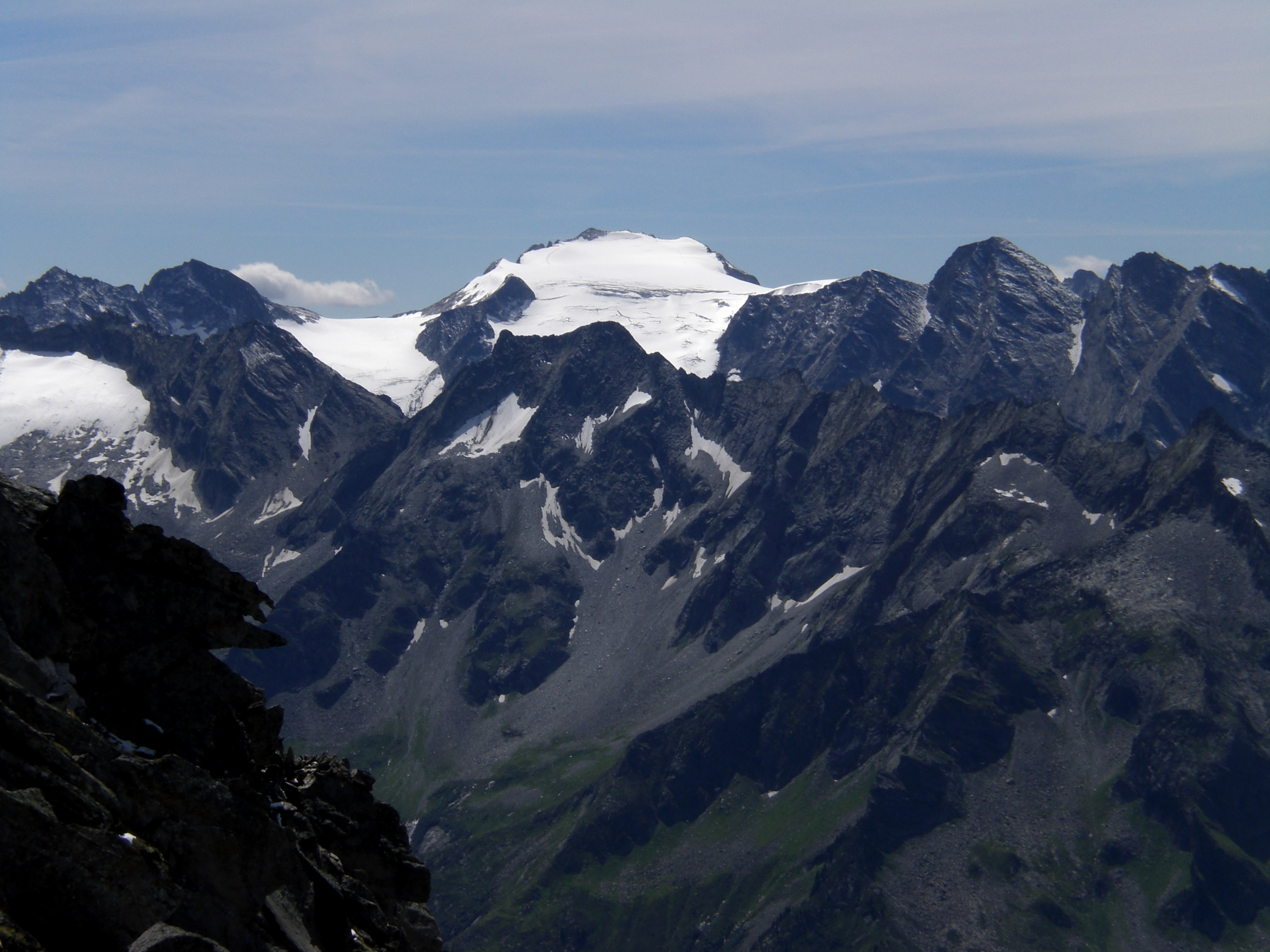
Der Schwarzenstein, der nur kurz als Senderstandort genutzt werden konnte.

Radio Brenner, später auch Radio Brenner 1 und zum Schluss Südtirol 1, war ein privater Radiosender aus Südtirol in Italien, der mittels aufwändiger Sendetechnik über den Alpenhauptkamm hinweg gezielt den südbayerischen Raum versorgte. Auf diese Weise konnte das damals noch geltende Verbot von privaten Hörfunksendern in Deutschland unterlaufen werden. In Italien hingegen war privater Rundfunk zu dem Zeitpunkt bereits erlaubt. Aufgrund seiner unkonventionellen Programmgestaltung erfreute sich Radio Brenner einer vergleichsweise großen Beliebtheit. Der heute existierende Sender Südtirol 1 steht in keiner Beziehung zu Radio Brenner.

## Geschichte
Im Jahre 1980 bildete sich ein Konsortium mit einem Startkapital von 8 Millionen DM, nach anderen Quellen von etwa 5 Millionen DM, um von Südtirol aus den bayerischen Raum mit einem Privatradio zu versorgen. Als Name für den Radiosender wurde zunächst Radio Brenner International festgelegt. Wegen der Verwechslungsgefahr mit dem ebenfalls aus Südtirol sendenden Radio Bavaria International ließ man später das International im Namen weg, sodass der geläufige Name Radio Brenner übrig blieb. Die ersten Testsendungen erfolgten Anfang 1981, im Mai des gleichen Jahres begann der Dauerbetrieb.
Nach den ersten Erfolgen wurde ein zweites Programm geplant, sodass an das bisherige Programm eine 1 angehängt wurde. Es blieb jedoch bei Radio Brenner 1, ein zweites Programm wurde nicht ausgestrahlt. Auch das geplante Fernsehprogramm kam nicht über einfache Tests hinaus. 1986 wurde der Name in Südtirol 1 geändert, weil in München auf der 92,40 MHz der Münchner Ableger von Radio Brenner startete und die Namensgleichheit für Verwirrungen sorgen würde. Dieser wurde dann Ende 1989 wieder in Radio Brenner umbenannt, nachdem Radio Brenner in München bereits 1988 seinen Betrieb wieder einstellte. 1990 wurde der Sender dann noch letztmals für einige Monate in Radio Brenner Südtirol umbenannt – wohl bedingt durch eine weitere Änderung der Gesellschafterverhältnisse und weil man schon das Ende Richtung Bayern absah. Durch die zwischenzeitlich in Deutschland erfolgte Freigabe von privatem Rundfunk entfiel sowieso zunehmend die Notwendigkeit von Italien aus den Sendebetrieb durchzuführen, sodass der Sender im Juli 1991 an den Lokalsender Radio Zirog verkauft und in Radio Edelweiß umbenannt wurde. In der Hauptsache lag es aber wohl eher daran, dass die Betriebskosten an Roland Huber, dem Betreiber der Anlage auf dem Schwarzenstein länger nicht mehr bezahlt wurden.

## Standort und Technik
Das Studio für den Programmbetrieb befand sich in Sterzing, einer Kleinstadt in Südtirol unweit des namensgebenden Brennerpasses. Die Ausstrahlung nach Norden erfolgte zunächst von einer Sendeanlage nahe dem Gipfel der Flatschspitze aus etwa 2500 m Höhe, etwa drei Kilometer südlich des Brennerpasses auf italienischer Seite. Die Übertragung des Modulationssignales vom Funkhaus in Sterzing zur Flatschspitze erfolgte über einen Umsetzer am Rosskopf über eine Richtfunkverbindung im 13-GHz-Band.
Die ersten Testsendungen nutzten die Frequenz 102,15 MHz. Die Ausgangsleistung des UKW-Senders betrug 10 Kilowatt, die Strahlungsleistung betrug etwa 400 Kilowatt ERP. Nachdem der Bayerische Rundfunk die benachbarte Frequenz 102,3 MHz mit seinem Klassikprogramm Bayern 4 belegt hatte, wurde ein Frequenzwechsel erforderlich. Als neue Frequenz wurde nun für längere Zeit 104,05 MHz genutzt. In München war durch Abschattungen der Empfang etwas eingeschränkt, allerdings konnten große Teile von Südbayern erreicht werden. Einzelne Empfangsberichte kamen sogar aus Stuttgart, Nürnberg und der damaligen DDR. Im Mai 1987 erfolgte der Umzug auf den deutlich höheren und günstiger gelegenen Schwarzenstein. Gesendet wurde dann auf der 101,30 MHz. Dank der Höhenlage von 3300 m verbessert sich nun der Empfang in Süddeutschland erheblich. 1989 wurde die Sendeanlage auf dem Schwarzenstein durch Brandstiftung zerstört. Es folgte zwar ein Wiederaufbau der Anlage, ein durchgängiger Sendebetrieb gelang aber nicht mehr. Noch während des Betriebs vom Schwarzenstein bis zum Ende der Einstrahlung Richtung Bayern wurde die neue Frequenz 104,90 MHz verwendet. Zudem wurde dann gegen Ende dieser Zeit auch der Name in „Radio Brenner Südtirol“ umbenannt. Bis zum Ende des Senders im Jahre 1991 wieder von der Flatschspitze aus gesendet.

## Programm
Der erste Sendeleiter und Moderator war Bernd Kühl, weitere Moderatoren waren unter anderem Waldemar Müller und Axel Ricken. Ungewöhnlich für die damalige Zeit waren die spontanen Späße und die zum Teil ungespielt chaotischen, improvisierten Moderationen. Der Stil der Radio-Brenner-Moderationen wurde später von einigen anderen Radiosendern imitiert und hatte starken Einfluss auf die deutsche Radio-Comedy-Szene.
Die Musikauswahl war ein buntes Gemisch aus aktuellen Titeln und Oldies, ergänzt um eine italienischsprachige Sendung und dem recht beliebten Wunschkonzert Dauerbrenner. Hier konnten Zuhörer anrufen und sich Titel wünschen, die dann auch meist sofort gespielt wurden. Die Anzahl der Anrufer war so hoch, dass zeitweise das Telefonnetz in Sterzing blockiert war.

## Weiteres Leben
Lange war es still um das Programm. Nach dem Ende der Aussendung von Sendungsschnipseln auf FMK-Radio wurde im Juli 2023 das Programm als Testprogramm wieder neu aufgelegt. Radio Brenner – dieses Mal von Deutschland aus – ist auf der neu gestalteten Website und auf zahlreichen Radioportalen zu finden. Ein offizieller Sendestart steht noch aus. Derzeit wird noch weiter nach Personal gesucht und technische Umstellungen sorgten für weitere Verzögerungen.
Im Herbst 2025 ist der weitere Ausbau des Programms geplant und verhält sich ähnlich dem neuen Webradio-Angebot von Radio Xanadu (44), welches sich ebenfalls an Radio Xanadu 92,4 aus den Jahren 1986 bis 1988 anlehnt (wichtig, dieses Programm von Xanadu ist nicht gleichzusetzen mit dem Radio Xanadu, welches als Webstream von Antenne Bayern angeboten wird – hier handelt es sich eher um die Version von Jo Lüders 1984 bis 1986).